# روبرت ويلسون
روبرت ويلسون  (بالإنجليزية: Robert Woodrow Wilson)‏ (مواليد 10 يناير 1936 - ) فيزيائي أمريكي حاز على جائزة نوبل للفيزياء عام 1978 مع زميله آرنو بينزياس عن «اكتشافهما إشعاع الخلفية الميكروني الكوني». وقد شاركهما في الجائزة بيوتر كابيتسا.

## روابط خارجية
- روبرت ويلسون على موقع IMDb (الإنجليزية)
- روبرت ويلسون على موقع الموسوعة البريطانية (الإنجليزية)
- روبرت ويلسون على موقع مونزينجر (الألمانية)
- روبرت ويلسون على موقع ميوزك برينز (الإنجليزية)
- روبرت ويلسون على موقع إن إن دي بي (الإنجليزية)